# Kate NV
Kate NV, pseudonimo di Ekaterina Jur'evna Šilonosova (in russo Екатерина Юрьевна Шилоносова?; Kazan', 1º agosto 1988), è una musicista russa.
La musica di Kate NV è un pop sperimentale debitore del city pop (che lei definisce "sciocco, pazzo, libero, autentico, imperfetto"), del pop giapponese degli anni settanta e ottanta, e dell’electronica. L’artista dichiara di trarre ispirazione anche da fonti non musicali, come il cinema e gli show televisivi per ragazzi.

## Biografia
Dopo essersi laureata in architettura, Shilonosova si trasferì a Mosca nel 2011 e lavorò nell’ambito del video editing. Nel 2012 fondò i Glintshake. Nel 2016, adottando l’alias Kate NV, la musicista russa pubblicò il primo album da solista Binasu, destinato a ricevere ottimi giudizi critici. Nel 2018 partecipò all’edizione russa del Tedx, e licenziò Dlja = For, più astratto del debutto e pubblicizzato tramite dei videoclip diretti da Sasha Kulak. Una traccia di Concrete and Glass (2020) di Nicolas Godin vede la partecipazione di Kate NV. Secondo le parole dell’artista, il seguente Room for the Moon, uscito nel 2020, sarebbe stato registrato durante il “periodo più solitario” della sua vita, e risentirebbe l'influsso di John Cage, Vladimir Presnyakov e Lizzy Mercier Descloux. Kate NV è anche un membro della Moscow Scratch Orchestra, un collettivo che fa musica ispirata al compositore Cornelius Cardew.

## Discografia

### Album in studio
- 2016 – Binasu
- 2018 – Dlja = For
- 2020 – Room for the Moon
- 2022 – Bouquet
- 2023 – Wow